# 韋爾斯冰川
73°32′S 61°11′W / 73.533°S 61.183°W
韋爾斯冰川（英語：Wells Glacier），是南極洲的冰川，位於帕爾默地，處於布魯克斯角以西17公里，最終注入新貝德福德灣，美國地質調查局根據測量和該國海軍的空中照片繪入地圖，現時由南極條約體系管理。